# Хатояма, Итиро
Итиро Хатояма (яп. 鳩山 一郎, 1 января 1883 — 7 марта 1959) — японский политик, премьер-министр Японии с 1954 по 1956 год. Один из основателей Либерально-демократической партии Японии.

## Биография

### Семья
Итиро Хатояма родился 1 января 1883 года в Токио. Его отец, Кадзуо Хатояма, являлся депутатом японского парламента, а одно время — председателем палаты представителей. Мать, Харуко Хатояма, была основательницей женского университета Кёрицу в Токио. Как старший сын в семье, пошёл по следам отца, и поступил изучать право в Императорский университет Токио, который окончил в 1907 году. В 1908 году женился на старшей дочери депутата парламента от националистической группы Общество тёмного океана (Гэнъёся). 93-й японский премьер, Юкио Хатояма, приходится ему внуком.

### Политическая карьера
Свою политическую карьеру начал в 1912 году, когда был избран депутатом Токийского городского собрания. В 1915 году стал депутатом палаты представителей парламента Японии от партии Риккэн Сэйюкай (яп. 立憲政友会). С 1927 по 1929 год был начальником секретариата кабинета министров в правительстве Гиити Танаки. В период с 1931 по 1934 год занимал пост министра просвещения. В 1933 году в Японии начался т. н. «контроль над мыслями», и Хатояма, как министр, неоднократно способствовал увольнению либеральных преподавателей, за что начал активно подвергаться критике за ограничение свободы образования. В 1942 году был избран депутатом парламента и состоял в Политической ассоциации Великой Японии.
После войны основал Либеральную партию, став её первым председателем, и победив с ней в 1946 году на выборах в Палату представителей. В том же году во время чистки со стороны оккупационных властей был лишён права заниматься всякой политической деятельностью за сотрудничество с японским правительством во время войны. Пост председателя партии пришлось передать Сигэру Ёсиде, который впоследствии занимал пост премьер-министра в течение нескольких лет.
Все запреты с него были сняты в 1951 году. В то же время он дистанцировался от Ёсиды, чья внешняя политика была направлена преимущественно на взаимодействие с США. В 1954 году вместе со сторонниками основал Демократическую партию и стал её председателем. В программе партии подчеркивалось её стремление к независимости и самостоятельности японской политики, к установлению связей со всеми странами, включая Советский Союз.

### Деятельность в правительстве

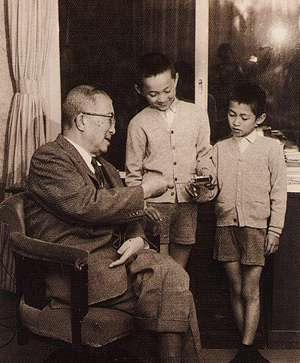
Итиро Хатояма с внуками Кунио и Юкио

В 1954 году С. Ёсида ушёл в отставку, и к власти пришла Демократическая партия. Ступив на пост премьера, Хатояма ослабил степень влияния США на Японию и возобновил дипломатические отношения с СССР.
В 1955 году состоялось объединение левого и правого крыла социалистических партий, и была создана единая Социалистическая партия Японии. В ответ на это либералы и демократы также объединились, в результате чего в ноябре того же года была создана Либерально-демократическая партия (ЛДП). Несмотря на то, что Хатояма не был безоговорочным лидером в новой партии, в апреле 1956 года он был избран её председателем.
Между тем, он активно налаживал контакты с Советским Союзом. Первые переговоры о восстановлении отношений Японии и СССР прошли ещё в 1955 году в Лондоне, но завершились безрезультатно. Второй раз советские и японские представители встретились в июле 1956 года в Москве, но и тогда не смогли прийти к соглашению. В это время внутри ЛДП организовались группировки, которые требовали отмены или существенного ослабления курса японского правительства на восстановление отношений с Советским Союзом. Вскоре им удалось добиться отказа правительства от заключения мирного договора, и они начали требовать отставки самого премьер-министра. Тогда он заявил, что уйдёт в отставку лишь тогда, когда выполнит свои предвыборные обещания и нормализует отношения с СССР.
Осенью 1956 года Хатояма, который к тому времени уже был тяжело болен и передвигался в инвалидной коляске, принял решение ехать в Москву самостоятельно. Результатом поездки стало подписание с советским премьером Н. А. Булганиным 19 октября 1956 года Московской декларации о восстановлении отношений между Японией и СССР.
Вскоре после возвращения в Японию в декабре 1956 года ушёл в отставку, выполнив своё обещание. На посту премьера его сменил Тандзан Исибаси.

### Поздние годы
Здоровье Хатоямы уже не позволяло вести ему активную политическую деятельность. Хотя ему и была предложена руководящая должность в Обществе «Япония — СССР», он уже не успел принять участия в её деятельности.
Скончался Хатояма 7 марта 1959 года в Токио в возрасте 76 лет.

## Награды
- 5.04.1934 — орден Священного сокровища 1 степени[4]
- 7.03.1959 — орден Хризантемы
- 10.11.1915 — памятная медаль в честь восшествия на престол императора Тайсё[5]
- 10.11.1928 — медаль «В память Восшествия на Престол Императора Сева»[6]
- 5.12.1930 — медаль «В ознаменование восстановления имперской столицы»[7]